# Zdenko Iskra
Zdenko Iskra (Lubiana, 8 gennaio 1953) è un ex calciatore jugoslavo, di ruolo difensore.

## Carriera

### Club
Muove i primi passi calcistici Olimpia Lubiana dove si accasa nel 1964. Dieci anni dopo firma il suo primo contratto professionistico con i Zmaji con i quali milita nove anni in prima squadra prima di trasferirsi all'Hajduk Spalato. Con i Bili disputa un solo match ufficiale, il 31 agosto 1983 subentra al posto di Miloš Bursać nel match di campionato vinto 4-0 contro il Čelik Zenica.